# Nora Rocha
Nora Leticia Rocha de la Cruz (18 de diciembre de 1967, Monclova, Coahuila) es una atleta profesional mexicana retirada y Entrenadora profesional con certificación. Obtuvo la medalla de oro en los 10 000 metros en los Juegos Panamericanos de 1999 apodada la saeta rubia. El centro deportivo en su ciudad natal fue nombrada con su nombre como reconocimiento de su gran trayectoria y representación en competencias en todo el mundo. 